# Hutong-Brücke
Die Hutong-Brücke (chinesisch 沪通长江公铁大桥, Pinyin hù tōng cháng jiāng gōng tiě dà qiáo, englisch Hutong Yangtze River Bridge) ist eine 2021 eröffnete Doppelstockbrücke über den Jangtse. Die von Eisenbahn und Straße benutzte Brücke verbindet die Städte Nantong und Zhangjiagang. Eine Schrägseilbrücke mit 1092 m Stützweite als Hauptöffnung für die Schifffahrt und eine Fachwerkbogenbrücke über den Tianshenggang-Kanal, eine seitliche Schifffahrtsrinne, sind die Hauptbauwerke. Sie werden durch Balkenträgerviadukte zu einem 11 km langen Gesamtbauwerk ergänzt. Der Name der Brücke leitet sich aus dem Kurznamen Hù für Shanghai und dem Kurznamen tōng für Nantong ab, weil die Brücke auch die Verbindung Nantong–Shanghai herstellt. Die Schrägseilbrücke hat eine der größten Stützweiten der Welt, die nur noch von der Russki-Brücke in Wladiwostok übertroffen wird.

## Geschichte
Die Planung der Brücke begann 1994, der Entwurf wurde 2013 fertiggestellt. Mit dem Bau wurde am 1. März 2014 begonnen. Der erste Meilenstein wurde Ende Oktober 2017 erreicht, als der Bogen der Tianshenggang-Kanal-Brücke geschlossen werden konnte. Die südliche Vorbrücke war im September 2018 fertiggestellt, im selben Monat erreichte auch der nördliche Pylon der Schrägseilbrücke seine endgültige Höhe. Ein Jahr später war der Brückenträger der Schrägseilbrücke fertiggestellt, sodass im Dezember 2019 mit dem Verlegen der Gleise begonnen werden konnte. Im Januar 2020 war der Belag der Straßenbrücke vollständig eingebaut, sodass das Bauwerk am 1. Juli 2020 eröffnet werden konnte.

## Bauwerk
Die Brücke liegt Luftlinie 45 km unterhalb der Jiangyin-Brücke und 40 km oberhalb der Sutong-Brücke. Sie besteht aus sieben Abschnitten: der 2300 m langen Schrägseilbrücke, der 620 m langen Tianshenggang-Kanal-Brücke, der zwischen diesen beiden Bauwerken über das Flachwasser führenden Henggangsha-Brücke, der auf beiden Seiten des Flusses über die Deiche führenden Brücken, sowie den Vorbrücken im Norden und im Süden.

### Schrägseilbrücke
Die Schrägseilbrücke bildet die Hauptöffnung für die Schifffahrt auf dem Jangtse. Sie ist an zwei 325 m hohen Pylonen aufgehängt und hat eine Stützweite von 1092 m, die angrenzenden Öffnungen sind 462 m breit und können ebenfalls von der Schifffahrt genutzt werden. Die Pylonen stehen auf 115 m tiefen Fundamenten, die aus einer an Land erstellten doppelwandigen verlorenen Stahlschalung erstellt wurden und im Fluss mit Ortbeton gefüllt wurden.

### Tianshenggang-Kanal-Brücke
Der Tianshenggang-Kanal bildet die Zufahrt zu mehreren Werften. Auf dem Kanal verkehren nur wenige Schiffe, die aber sehr große Tonnagen haben können. Die Brücke hat deshalb eine 284 m breite und 45 m hohe Schifffahrtsöffnung, die von einem Fachwerkbogen mit 336 m Stützweite überspannt wird.

### Henggangsha-Brücke
Zwischen dem Jangtse und dem Tianshenggang-Kanal befindet sich ein Flachwasser, das nur ungefähr ein bis anderthalb Meter tief ist. Es wird von einer 2352 m langen Balkenbrücke überquert, deren 21 Felder eine Stützweite von 112 m haben, damit Hochwasser ohne Behinderung durch die Flusspfeiler ablaufen kann.

### Brücken über die Deiche
Bei den über die Deiche am Flussufer führenden Balkenbrücken wurden ebenfalls Felder mit 112 m Stützweite verwendet. Dadurch konnten die Minimaldistanzen der Brückenpfeiler zu den Deichen eingehalten werden, denn diese dürfen auf der Flussseite nicht näher als 30 m, auf der Landseite nicht näher als 15 m am Fuß der Deichböschung stehen.

### Vorlandbrücken
Auf beiden Seiten des Hauptbauwerks schließen Vorlandbrücken an, die als Balkenbrücken ausgeführt sind. Die südliche ist 3369 m lang, die nördliche 1876 m. Im Bereich der Vorlandbrücken werden die Bahntrassen unter die Autobahntrasse geführt. Das Hauptbauwerk wird auf der oberen Etage von der Autobahn S19 Tongxi Expressway genutzt, die in jede Richtung drei Fahrspuren aufweist. In der unteren Etage verlaufen zwei  zweigleisige Eisenbahnstrecken, die Bahnstrecke Nantong–Shanghai und die Schnellfahrstrecke Nantong–Ningbo, die für 250 km/h ausgelegt ist.